# 赤澤正人
赤澤 正人（あかざわ まさと、1945年8月25日 - ）は、日本の元外交官。元ドミニカ共和国特命全権大使。神田外語大学学長、嘉悦大学学長を歴任した。

## 経歴
- 1945年（昭和20年） 東京都生まれ[2]。栄光学園中学校・高等学校卒業[3]。
- 1964年（昭和39年） 東京大学入学。（在学中は、夕方から神田外語学院の夜間クラスに通い英語を学ぶ）。
- 1968年（昭和43年）3月 東京大学法学部卒業[4]。
- 同年4月 外務省入省[5]。
- 1969年（昭和44年） 英語研修（在アメリカ合衆国）。
- 1971年（昭和46年） ハバフォード大学国際関係学科卒業[4]。
- 以後、アメリカ、ケニア、カナダ、ペルー、オランダ、パキスタンに在勤。
- 1995年（平成7年） 在デュッセルドルフ総領事[6]。
- 1998年（平成10年） 在ドミニカ共和国特命全権大使[6]。
- 2001年（平成13年）3月 ドミニカ共和国大使退任[7]。
- 2004年（平成16年） 神田外語大学学長就任[4]。
- 2012年（平成24年） 嘉悦大学学長就任[4]。（～2016年）

## 受勲歴
- 2001年（平成13年） ドミニカ共和国より、デゥアルテ・サンチェス・メジャ功労勲章銀プラカ大十字章を授与される[6]。
- 2020年（令和2年） 瑞宝中綬章[8]

## 入省同期
- 榎泰邦（元駐インド大使・外務省中東アフリカ局長）
- 大島正太郎（元駐韓大使・外務審議官）
- 岡本行夫（元内閣官房参与・内閣総理大臣補佐官）
- 小川郷太郎（エイ・エフ・エス日本協会理事長・元イラク復興支援大使）
- 鏡武（中東調査会副理事長・元駐シリア大使）
- 小林秀明（元迎賓館長・東宮侍従長）
- 東郷和彦（元外務省欧亜局長・条約局長）
- 服部則夫（元OECD大使・外務報道官）
- 槙田邦彦（元駐シンガポール大使・外務省アジア大洋州局長）
- 馬渕睦夫（元防衛大学校教授・駐ウクライナ大使）
- 美根慶樹（元日朝国交正常化交渉日本政府代表・防衛庁参事官）